# Cornelia Malaspina

Stemma dei Malaspina Spino Fiorito

Cornelia Malaspina (XVI secolo – XVI secolo) è stata una nobile italiana.

## Biografia
Era figlia di Gianfilippo Malaspina (?-1525), della linea dei Malaspina di Verona e di Paola Bernabozzi (?-1540).
Fu damigella di corte a Novellara di Costanza da Correggio (?-1563), moglie di Alessandro I Gonzaga, conte di Novellara e a Bologna di Isabella Pepoli, figlia di Lucrezia Gonzaga.
Sposò nel 1529 Giacomo Braschi di Vicenza.
È nota per essere stata l'amante in Italia di Francisco de Los Cobos, segretario di Stato dell'imperatore Carlo V, che aveva commissionato al pittore Tiziano il suo ritratto (1530), andato perduto. Cornelia frequentò anche la corte di Aloisio Gonzaga, marchese di Castel Goffredo, e venne nominata dal poeta Matteo Bandello.